# Plumigorgia schuboti
Plumigorgia schuboti is een zachte koraalsoort uit de familie Ifalukellidae. De koraalsoort komt uit het geslacht Plumigorgia. Plumigorgia schuboti werd in 1986 voor het eerst wetenschappelijk beschreven door Alderslade. 